# ГЕС Dàyuándù
ГЕС Dàyuándù (大源渡航电枢纽) — гідроелектростанція у центральній частині Китаю в провінції Хунань. Знаходячись між ГЕС Тугутан (вище по течії) та ГЕС Zhūzhōu, входить до складу каскаду на річці Сянцзян, яка впадає до розташованого на правобережжі Янцзи великого озера Дунтін.
У межах проєкту долину річки перекрили комбінованою греблею висотою 33 метри та загальною довжиною 1516 метрів, яка включає розташовану в річищі бетонну ділянку довжиною 556 метрів. Вона утримує водосховище з об'ємом 451 млн м3 та нормальним рівнем поверхні на позначці 50 метрів НРМ. На лівобережжі проклали канал довжиною близько 2 км, в якому облаштували судноплавний шлюз із розмірами камери 180 × 23 метрів.
Інтегрований у греблю машинний зал станції обладнали чотирма бульбовими турбінами потужністю по 30 МВт, котрі використовують напір від 2 до 11,2 метра (номінальний напір 7,2 метра) та забезпечують виробництво 585 млн кВт·год електроенергії на рік.